# لوتشيانو باييتي
لوتشيانو باييتي (بالإيطالية: Luciano Baietti)‏ (مواليد 1 سبتمبر 1947) هو طالب دائم دخل موسوعة غينيس للأرقام القياسية سنة 2002 باعتباره صاحب أكبر عدد من الشهادات في العالم. وهو حاصل على خمسة عشر درجة أكاديمية في تخصصات متعددة، بما في ذلك مواد التربية البدنية والقانون والأدب والفلسفة وعلم الاجتماع وعلم الإجرام والاستراتيجية العسكرية. باييتي هو مدير مدرسة متقاعد يقيم في بلدة فليتري. معظم شهاداته حصل عليها من جامعة روما سابينزا في روما.